# Limfadenitis
En medicina, la limfadenitis (o, menys emprada, limfoadenitis) és un terme que es refereix a una inflamació dels ganglis limfàtics, generalment causada per drenatge directe de microorganismes, fent que apareguin nòduls augmentats de grandària i dolorosos.
Habitualment no se sol fer la diferenciació amb limfadenopatia.